# Stazione di Chiozzola
La stazione di Chiozzola è una fermata ferroviaria posta lungo la linea Parma–Suzzara. Serve il centro abitato di Chiozzola, frazione del comune di Parma.
È gestita da Ferrovie Emilia Romagna (FER).

## Storia
La fermata fu aperta nel 1883 dalla Società Veneta, come parte della linea Parma–Suzzara.

## Strutture ed impianti
Il fabbricato viaggiatori si compone di due livelli ma soltanto il piano terra è aperto al pubblico. L'edificio è in muratura ed è tinteggiato di giallo. La struttura è dotata di due finestre a centina per ciascun piano.
Il piazzale è composto da un binario.

## Movimento
La fermata è servita dai treni regionali in servizio sulla tratta Suzzara–Parma. I treni sono svolti da Trenitalia Tper nell'ambito del contratto di servizio stipulato con la regione Emilia-Romagna.
A novembre 2019, la stazione risultava frequentata da un traffico giornaliero medio di circa 76 persone (34 saliti + 42 discesi).